# 마후마후
마후마후(Mafumafu, まふまふ)는 일본의 유튜버, 가수 겸 작곡가이다. 그의 동영상은 2019년 기준 총 21억뷰가 넘으며 현재 일본에서 가장 인기있는 우타이테 중 한 명이다.
다른 우타이테인 소라루(そらる)와 함께 'After The Rain'으로 그룹 활동을 했다.
개인 앨범인 '내일 색 월드엔드(明日色ワールドエンド)'를 포함해 다른 여러 앨범을 내기도 하였다.